# دكتوراه فخرية شرفية
"شهادة الدكتوراه الفخرية" أو دكتوراه فخرية شرفية هي درجة فخرية تمنحها جامعة أو جمعية مهنية أو أكاديمية أو كلية لأفراد بارزين. تُمنح هذه الدرجة بشكل أساسي للأشخاص الذين برعوا في مجالات مهنية معينة وليس بالضرورة أن يكونوا خريجين في مهنة معينة.

## الاشتقاق والاستخدام
```
هو 
لفظ لاتيني
 يعني ”من أجل الشرف“، وهي صفة تقود المرء إلى الوفاء بواجباته واحترامه لأخيه الإنسان ونفسه، والسمعة الطيبة التي تتبع الفضيلة أو الجدارة أو أعمال الخدمة التي تتجاوز العائلات والأشخاص والمؤسسات والأفعال نفسها التي يتم الاعتراف بها.
```

الكاتب الإسباني البيروفي الإسباني ماريو فارغاس يوسا يتسلم البيريتا من رئيس جامعة لاريوخا بإسبانيا عام 2007.
إن منح الأشياء المختلفة المتعلقة بالجامعة الكلاسيكية في طقوس التنصيب، في طقوس التنصيب الاحتفالية، هو تمجيد للتعليم والحكمة.
في إسبانيا، مثل فارس التعلم، يُمنح المرشح للدكتوراه على التوالي سلسلة من الصفات التي تختلف من جامعة إلى أخرى. إذا أخذنا كمرجع ما يشير إليه الـ CRUE:
البيريتة: ”استلم البيريتة الحائزة على وسام الدكتوراه بامتياز، ضعها على رأسك كعلامة على تتويج دراستك ومزاياك“.
الخاتم: "تتمثل لك الحكمة في الخاتم، رمز خطبتك واتحادك الدائم، وكذلك رمز حبك للعلم الذي عُينت معلمًا جديدًا له.
الكتاب: يمسك الراعي الكتاب مفتوحًا ويقول: ”ها هو الكتاب مفتوحًا لكي تبحث عن أسرار الحكمة“. ثم يقدّمه مغلقاً ويقول: "ها هو الكتاب المغلق، لكي تحفظ هذه الأسرار في أعماق قلبك كما تراه مناسباً. أعطيك القدرة على التعليم والفهم والتفسير.
وقبل أن يجلس يقول العرّاب للدكتور الجديد: ”اجلس على كرسي الحكمة، لكي تستطيع أن تدرّس في الجامعة وفي المنتدى وفي الدولة وتحكم وتقضي وتقدّم خدماتك منه وأنت متميز بعلمك“. يتعهد الطبيب الجديد بأن يحافظ على قوانين الجامعة وشرفها وأن يقدم لها العون والمساعدة والمشورة. على عكس الدكتوراه العادية، وفقًا لهذا الدليل، لا يحصل الدكتوراه الفخرية على القفازات البيضاء.
وكمثال على الاختلافات، وبصرف النظر عن بعض الكلمات المختلفة، عند استلام البيريتا، يستخدم التعبير ”لكي لا يبهر الناس فقط، بل أيضًا كما بخوذة مينيرفا يكون مستعدًا للقتال“؛ هناك أيضًا حالات يتم فيها إعطاء قفازات بيضاء مع الصيغة "هذه القفازات البيضاء، رمز النقاء الذي يجب أن تحافظ عليه يداك في عملك وفي كتابتك، هي أيضًا علامة على شرفك الفريد وقيمتك.

## إسبانيا
يُمنح هذا الامتياز في إسبانيا منذ عام 1920.

### الدكتوراه
لا يكاد عدد النساء اللاتي حصلن على الدكتوراه الفخرية في الجامعات الإسبانية يتجاوز 15% بشكل عام في عام 2018، مع ارتفاع الرقم قليلاً في الجامعات الخاصة (20%) عن الجامعات الحكومية (14%)، وفقًا لبيانات معهد المرأة. من بين أوائل النساء اللاتي حصلن على اللقب كانت القديسة تيريزا دي سيبيدا في جامعة سالامانكا (1922). أما جامعة خايمي الأول في كاستيون دي لا بلانا فقد منحت أول امرأة هذا اللقب في عام 2006، وهي أنجيليس جالينو، بعد اثنين وعشرين عامًا من اختيار الرجال لهذا اللقب. وفي عام 2010، كان هناك امرأتان من أصل ثلاثين امرأة. وفي جامعة بلد الوليد في عام 2018 منحت جامعة بلد الوليد 67 درجة من هذه الرتبة، ستة فقط للنساء وفي جامعة كومبلوتنسي بمدريد في عام 2018، تم تعيين 252 رجلًا واثنتي عشرة امرأة وفي جامعة برشلونة في عام 2018، تم تعيين 133 رجلًا وخمس نساء.